# 白沙镇 (富川县)
白沙镇，是中华人民共和国广西壮族自治区贺州市富川瑶族自治县下辖的一个乡镇级行政单位。

## 行政区划
白沙镇下辖以下地区：
白沙社区、井山村、木江村、鸡岭村、檠田村、茶青村和坪江村。